# Средно училище „Св. св. Кирил и Методий“ (Златарица)
Средно училище „Св. св. Кирил и Методий“ е училище в Златарица, разположено на улица „Димитър Палев“ № 3 – 5. Директор на училището е Христина Петкова Ганчева.

## История
Първоначално училището е било класно, основано на 28 октомври 1860 година. През 1891 година сградата на училището се премества, където е днес. През 1970 и 1986 са направени нови крила и надстройки, след това в продължение на 20 години сградата не е ремонтирана.
През 2009 година, по оперативна програма „Регионално развитие“ на училището се отпускат 944 000 лева. Сградата е изцяло санирана, подменени са всички врати на класните стаи, навсякъде старият и износен паркет, който е служил за подпалки е заменен с ламиниран. Ремонтирани са санитарните възли, подменен е единият от двата котела, както и цялата отоплителна система. Осветлението е ново, изградена е и топла връзка с работилницата, където учениците да имат часове по трудово обучение. Частично се ремонтира покривът. Изцяло с нова оградата, шпакловани и боядисани са всичките 8500 м2 стени в училището.

## Струтрура
Към 2009 година в училището има 15 паралелки, като от 2007 година има и професионална паралелка по туризъм.

### Учащи
През учебната 2009/2010 година в училището се изучават 266 ученици. От населените места – Златарица, Средно село, Росно, Горско Ново село, Родина и Елена. За превоза им училището разполага с два училищни автобуса.